# Ăn cơm quốc gia thờ ma cộng sản
"Ăn cơm quốc gia thờ ma cộng sản" là câu nói chỉ trích chính trị vào thời kỳ chiến tranh Việt Nam. Câu nói này chỉ trích những người Việt Nam hưởng lợi lộc từ chính phủ Việt Nam Cộng hòa (VNCH) nhưng lại đi ủng hộ Đảng Cộng sản Việt Nam. Trong tiểu thuyết Đường về Sài Gòn của tác giả Nam Hà xuất bản vào năm 1990 đã trích dẫn câu nói này là một câu nói nổi tiếng.